# Актасское нефтегазоконденсатное месторождение
Акта́сское нефтегазоконденсатное месторожде́ние (Акта́с, каз. Ақтас — белый камень) — нефтегазоконденсатное месторождение Казахстана, расположено в Каракиянском районе Мангистауской области, в 85 км юго-восточнее от города Актау. Относится к Южно-Мангышлакской нефтегазоносной области

## Характеристика месторождения
В тектоническом отношении месторождение Актас относится к Узень-Жетыбайской антиклинальной зоне.
В 1962—1963 годах в результате сейсморазведочных работ была выявлена структура, а в 1967 году было открыто месторождение.
По подошве валанжинского яруса (структура замыкается по изогипсе −1320 м) бранхиантиклинальная складка имеет размеры 8,6x3,4 км с амплитудой поднятия 20 м. С увеличением глубины её амплитуда возрастает до 90 м, а по подошве аалена — до 130 м.
Выявлено 7 продуктивных горизонта в отложениях нижней и средней юры. Большинство продуктивных горизонтов расположено в отложениях средней юры.
Один горизонт относится к нижней юре.
Залежи двух продуктивных горизонтов — массивные, остальные — пластовые и сводовые. По характеру насыщения 4 залежи относятся к газоконденсатным, одна — к нефтегазоконденсатным и 3 — к нефтяным. Коллекторы порового типа.
Общая толщина продуктивных горизонтов варьируется в пределах 3,3-66,3 м, эффективная — 2,5-49,6 м, нефтенасыщенная — 3,7-15,6 м, ганосыщенная — 2-12 м.
Высота залежей — от 2 до 41 м.
Начальные дебиты варьируются от 4,8 м3/сут до 187 м3/сут, газонасыщенность — от 73 м3/ст до 149 м3/т.
Нефти тяжелые и очень тяжелые, с плотностью от 872 до 915 кг/м3, высокопарафинистые (от 20 % до 26,14 %), малосернистые (0,2 %).
Дебиты газа — 41-187 тыс.м3/сут
Дебиты конденсата — от 2,6 до 11,4 м3/сут. Плотность — 793 кг/м3.
Режим залежей упруговодонапорный. Нефтяные залежи законсервированы, месторождение разрабатывалось на газ.
В октябре 2017 года месторождение Актас было признано низкорентабельным для разработки.